# فطريات حاشورية
الفطريات الحاشورية (الاسم العلمي:Entomophthoromycota) هي شعبة من الفطريات.

## شعيبات
- الحاشورينية